# Dolma (gastronomia)

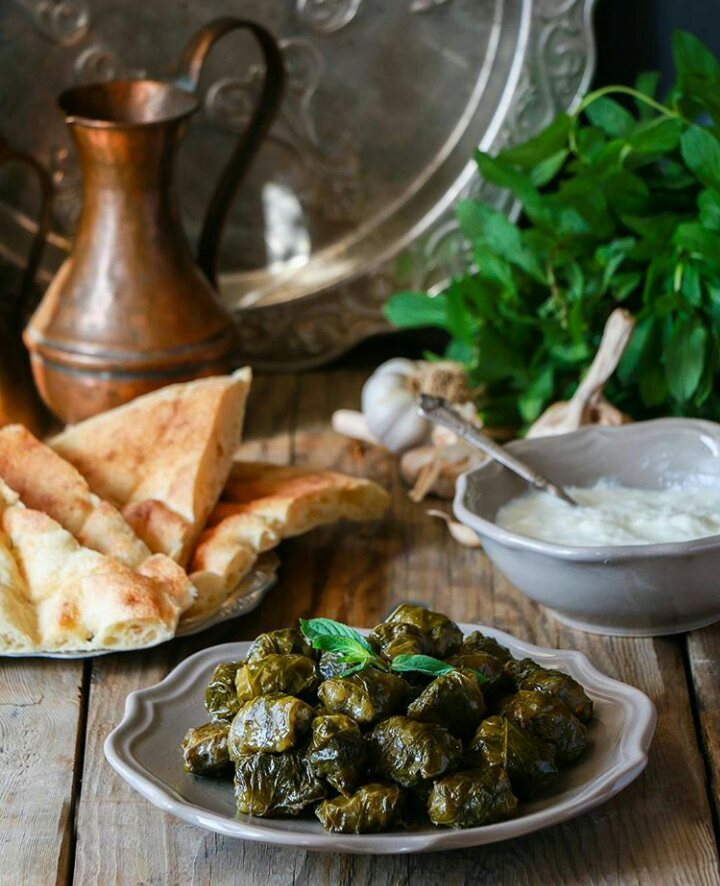
Dolma (Azerbaigian)

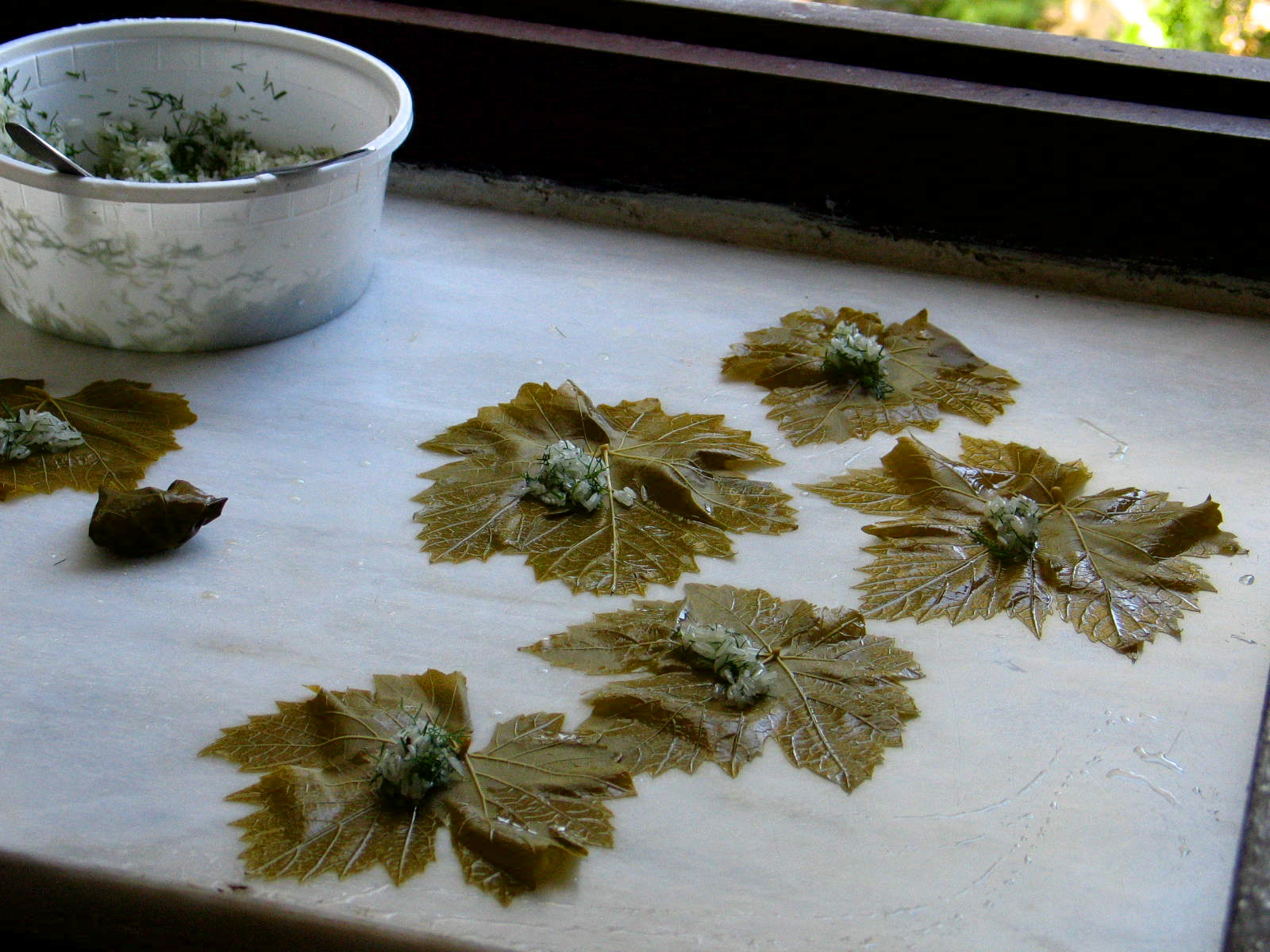
Dolmadakia greci

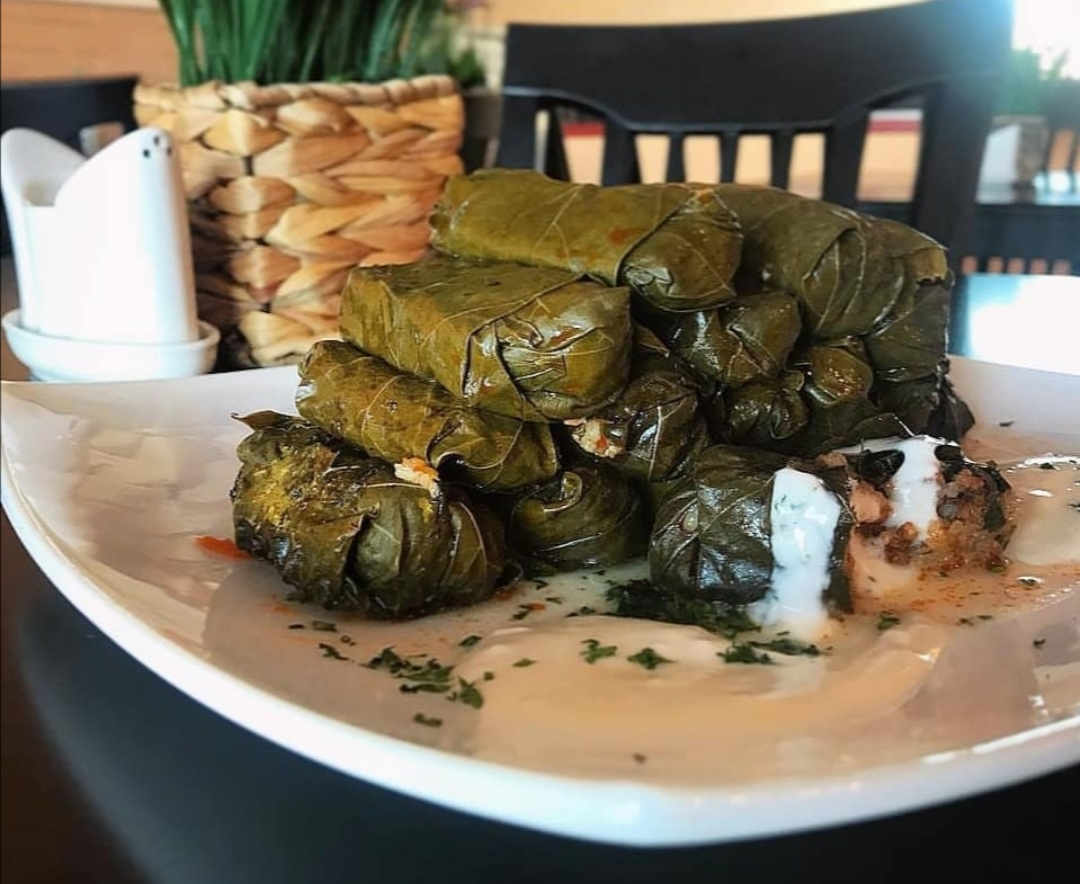
Dolma (Armenia)

Il dolma o dolmadakia (dalla parola turca con significato "ripieno") è un cibo tipico della cucina levantina e più in generale di tutte quelle aree comprese nell'ex-Impero ottomano (Balcani, Africa settentrionale e Medio Oriente), dell'Azerbaigian e dell'Asia Centrale. 

## Nome
La preparazione assume diversi nomi ad esempio in armeno: տոլմա (tolma), in lingua azera: dolma, in georgiano: ტოლმა (tolma), in greco: ντολμάς (dolmás) o ντολμαδάκι (dolmadáki), in fārsi: دلمه (dolmeh), in arabo: دوُلما (dolma), in turco: dolma, in albanese: japrak.

## Caratteristiche
Nella versione più comune e diffusa si tratta di involtini di foglia di vite (chiamati più precisamente yaprak dolma) farciti di carne macinata, riso o grano, o diversi tipi di verdure. Qualunque sia il loro ripieno, non mancano mai di spezie orientali. Spesso vengono serviti accompagnati da yogurt.